# Roger Abel (strzelec)
Roger Auguste Victor Abel (ur. 8 kwietnia 1900 w Monako, zm. 27 czerwca 1982 tamże) – monakijski strzelec, olimpijczyk. Brał udział w igrzyskach w latach 1924 (Paryż), 1936 (Berlin), 1948 (Londyn) oraz 1952 (Helsinki). Nie zdobył żadnych medali.

## Wyniki olimpijskie
| Igrzyska | Konkurencja                             | Wynik        | Miejsce |
| -------- | --------------------------------------- | ------------ | ------- |
| IO 1924  | Karabin małokalibrowy leżąc 50 m        | 375 punktów  | 45.     |
| IO 1936  | Karabin małokalibrowy leżąc 50 m        | 284 punkty   | 57.     |
| IO 1936  | Pistolet szybkostrzelny 25 m            | —            | AC      |
| IO 1948  | Karabin małokalibrowy leżąc 50 m        | 551 punktów  | 68.     |
| IO 1952  | Karabin małokalibrowy leżąc 50 m        | 384 punkty   | 51.     |
| IO 1952  | Karabin małokalibrowy trzy postawy 50 m | 1061 punktów | 42.     |